# Судово-юридична газета
«Судово-юридична газета» — видання, яке спеціалізується на висвітленні роботи, функціонування, формування судів та системи судоустрою України. Видається з 2009 року, тираж 15 000 примірників. Має також електронну версію і telegram канал.
Основною аудиторією газети є судді та працівники судової системи України, але в цілому газета розрахована на широке коло читачів.
Публікує матеріали з правозахисної тематики, консультації, корисні новини законодавства та репортажи з засідань Вищої ради правосуддя, Вищої кваліфікаційної комісії суддів України, Комітету Верховної Ради України з питань правосуддя, Ради суддів України тощо.
Газета видається за підтримки Всеукраїнської громадської асоціації суддів і працівників судів України. Шеф-редактор — Святослав Погранічний.[джерело?]
Середня відвідуваність сайту газети — 10 000 на день.